# Rôge
La Rôge è un corso d'acqua dell'Alta Saona ed un subaffluente del Rodano tramite il fiume Lanterne e la Saona.

## Geografia
La Rôge nasce a Saint-Bresson, nei pressi di una località denominata Houssot.  Una volta esso segnava il confine fra la Contea di Borgogna ed il Ducato di Lorena.
Oggi forma i confini di  Fougerolles, a nord, con  Raddon-et-Chapendu, Saint-Valbert, Froideconche, a sud. Esso confluisce nel Lanterne, tributario della Saona, à Briaucourt.
La lunghezza del suo corso, dalle sorgenti alla confluenza con il fiume Lanterne, è di 21,7 km.
Il suo bacino imbrifero si estende per 47,2 km².

## Affluenti
Nel fiume Roge confluiscono numerosi corsi d'acqua, alcuni molto piccoli; i più importanti sono:  
- Ruisseau de Germonvaux, a Fontaine-lès-Luxeuil
- Ruisseau de l'Etang du Pied de Fer, a Hautevelle
- Ruisseau Enriquey, a Hautevelle
- Ruisseau de la Corne Porchot (detto le Grand Ruisseau), a Francalmont

## Idrologia
Il fiume Rôge non dispone  di stationi idrometriche permanenti.
Se si prende un valore di portata specifica di 21,6 l/s/km² (valore calcolato sul fiume Lanterne presso la stazione di Fleurey-lès-Faverney, il modulo annuale del Rôge, alla confluenza del corso d'acqua di cui è tributario, è all'incirca di 1,3 m3/s.

## Luoghi e monumenti

Logo dei Monumenti storici di Francia

Lungo il corso del Rôge si possono ammirare:
- Numerose vestigia gallo-romane quali: La Pierre des Gaulois, la Pierre du Sacrifice, la cava presso l'ermitaggio di San Valdeberto; più a valle ne sono testimoni le vestigia di  Hautevelle;
- L'Eremitaggio di San Valdeberto di Luxeuil: Valdeberto, discepolo di Sant Colombano, s'installò nella valle del Rôge nel VII secolo. Gli edifici del sito sono stati classificati nel 1914 Monumento storico di Francia e nel 1943 l'intero sito;
- Parco faunistico di San Valdeberto;
- Arboreto del Ru de Rôge: circuito all'aperto nel quale si ammira la fauna e la flora locale (foresta comunale di Fougerolles).
- Priorato di Fontaine: San Colombano costruì, verso il 595, un nuovo monastero su un promontorio abbastanza ampio, circondato da un'ansa del fiume  (attuale sito del du priorato di Fontaine-lès-Luxeuil).
- Forge del Beuchot (a Hautevelle): forge risalenti al XVII secolo.